# Canton de Niort-3
Pour les articles homonymes, voir Canton de Niort (homonymie).
Le canton de Niort-3 est une circonscription électorale française du département des Deux-Sèvres.

## Histoire
Un nouveau découpage territorial des Deux-Sèvres entre en vigueur à l'occasion des premières élections départementales suivant le décret du 18 février 2014. Les conseillers départementaux sont, à compter de ces élections, élus au scrutin majoritaire binominal mixte. Les électeurs de chaque canton élisent au Conseil départemental, nouvelle appellation du Conseil général, deux membres de sexe différent, qui se présentent en binôme de candidats. Les conseillers départementaux sont élus pour 6 ans au scrutin binominal majoritaire à deux tours, l'accès au second tour nécessitant 12,5 % des inscrits au 1er tour. En outre la totalité des conseillers départementaux est renouvelée. Ce nouveau mode de scrutin nécessite un redécoupage des cantons dont le nombre est divisé par deux avec arrondi à l'unité impaire supérieure si ce nombre n'est pas entier impair, assorti de conditions de seuils minimaux. Dans les Deux-Sèvres, le nombre de cantons passe ainsi de 33 à 17.
Le canton de Niort-3 est formé d'une fraction de la commune de Niort. Il est entièrement inclus dans l'arrondissement de Niort. Le bureau centralisateur est situé à Niort.

## Représentation
| Période élective | Période élective | Mandat | Mandat   | Identité         | Nuance | Nuance | Qualité |
| ---------------- | ---------------- | ------ | -------- | ---------------- | ------ | ------ | --- |
| 2015             | 2016             | 2015   | 2016     | Agnès Jarry      |        | DVD    | Assistante de direction en disponibilité Conseillère municipale de Niort déléguée aux personnes âgées               |
| 2015             | 2016             | 2015   | 2016     | Guillaume Juin   |        | DVD    | Directeur d'un centre de formation, conseiller municipal (et ancien adjoint au Maire) de Niort                      |
| 2016             | 2021             | 2016   | 2021     | Agnès Jarry      |        | DVD    | Assistante de direction en disponibilité Conseillère municipale de Niort déléguée aux personnes âgées jusqu'en 2020 |
| 2016             | 2021             | 2016   | 2021     | Guillaume Juin   |        | DVD    | Directeur d'un centre de formation, conseiller municipal (et ancien adjoint au Maire) de Niort                      |
| 2021             | 2028             | 2021   | 2022     | Christine Hypeau |        | DVD    | Manager d'assistance, adjointe au maire de Niort Condamnée pour abus de confiance, elle démissionne en mars 2022    |
| 2021             | 2028             | 2021   | en cours | Guillaume Juin   |        | DVD    | Conseiller sortant, 3e vice-président chargé de l'Habitat                                                           |
| 2021             | 2028             | 2022   | en cours | Katia Poncelet   |        | DVD    | Assistante maternelle, présidente de l'Olympique léodgarien Remplaçante de Christine Hypeau                         |

### Résultats détaillés

#### Élections de mars 2015
À l'issue du 1er tour des élections départementales de 2015, deux binômes sont en ballottage : Agnès Jarry et Guillaume Juin (Union de la Droite, 38,26 %) et Virginie Leonard et Gérard Zabatta (Union de la Gauche, 37,68 %). Le taux de participation est de 45,21 % (6 138 votants sur 13 576 inscrits) contre 50,44 % au niveau départemental et 50,17 % au niveau national.
Au second tour, Agnès Jarry et Guillaume Juin (Union de la Droite) sont élus avec 50,27 % des suffrages exprimés et un taux de participation de 45,68 % (2 926 voix pour 6 201 votants et 13 576 inscrits).
Après l'annulation définitive de l'élection de 2015 par le Conseil d'État le 16 mars 2016, une élection partielle est organisée les 12 et 19 juin 2016. Au second tour, Agnès Jarry et Guillaume Juin (DVD) sont élus avec 59,2 % des suffrages exprimés.

#### Élections de juin 2021
Le premier tour des élections départementales de 2021 est marqué par un très faible taux de participation (33,26 % au niveau national). Dans le canton de Niort-3, ce taux de participation est de 30,54 % (3 936 votants sur 12 890 inscrits) contre 32,03 % au niveau départemental. À l'issue de ce premier tour, deux binômes sont en ballottage : Christine Hypeau et Guillaume Juin (Union au centre et à droite, 39,88 %) et Geoffroy Michel et Ludivine Thomas (Union à gauche avec des écologistes, 27,39 %).
Le second tour des élections est marqué une nouvelle fois par une abstention massive équivalente au premier tour. Les taux de participation sont de 34,36 % au niveau national, 31,89 % dans le département et 31,86 % dans le canton de Niort-3. Christine Hypeau et Guillaume Juin (Union au centre et à droite) sont élus avec 61,6 % des suffrages exprimés (2 406 voix pour 4 112 votants et 12 908 inscrits),,.

## Composition
| Nom                           | Code Insee | Intercommunalité | Superficie (km2) | Population (dernière pop. légale)                | Densité (hab./km2) | Modifier                                    |
| ----------------------------- | ---------- | ---------------- | ---------------- | ------------------------------------------------ | ------------------ | ------------------------------------------- |
| Niort (bureau centralisateur) | 79191      | CA du Niortais   | 68,20            | Fraction : 20 113 (2022) Commune : 60 074 (2022) | 881                | modifier les données · modifier les données |
| Canton de Niort-3             | 7912       |                  |                  | 20 113 (2022)                                    |                    | modifier les données                        |

Le canton de Niort-3 comprend la partie de la commune de Niort non comprise dans les cantons de Niort-1 et de Niort-2.

## Démographie
En 2022, le canton comptait 20 113 habitants, en évolution de +0,16 % par rapport à 2016 (Deux-Sèvres : +0,18 %, France hors Mayotte : +2,11 %).
| 2013   | 2018   | 2022   |
| ------ | ------ | ------ |
| 20 083 | 19 937 | 20 113 |